# Xetra
Xetra («ExchangeElectronicTrading») — всесвітня електронна система торгівлі цінними паперами, що базується у Франкфурті-на-Майні, Німеччина. Управляється Deutsche Börse.
Концепція та розвиток системи Xetra System забезпечується компаніями Accenture і Deutsche Börse Systems, технологічним підрозділом Deutsche Börse. Вона заснована на системі Eurex, розробленої та впровадженої Deutsche Börse Systems.
Компанія числиться на Ірландській, Болгарській, Австрійській, Угорській і Китайській біржах.